# 체코
체코 공화국(체코어: Česká republika 체스카 레푸블리카[*], 듣기 (도움말·정보), 영어: Czech Republic), 줄여서 체코(체코어: Česko 체스코[*], 문화어: 체스꼬)는 중앙유럽에 있는 공화국이다. 북서쪽과 서쪽은 독일, 남쪽은 오스트리아, 남동쪽은 슬로바키아, 북동쪽은 폴란드와 닿아 있다. 수도는 프라하이고, 주요 도시로는 브르노, 오스트라바, 즐린, 플젠 등이 있다. 폴란드와 더불어 동유럽에서는 공업이 발달한 나라로 알려져 있다.
체코는 크게 보헤미아(체히), 모라바, 실레시아(슬레스코) 세 지방으로 나뉜다. 체코는 1993년 체코슬로바키아로부터 분리되었다. 1999년 3월 12일에는 북대서양 조약 기구(NATO)에 가입하였으며, 2004년 5월 1일에는 유럽 연합의 정회원국이 되었으나 아직 유로존은 아니다. 이 나라의 민족 구성은 대부분이 서슬라브족에 속하는 체코인으로 인구의 90% 정도를 유지한다. 슬로바키아인은 두 번째로 주요한 민족이다.  민주주의와 사회주의, 전체주의가 현 시대에 공존하는 이데올로기적 국가체제이다.

## 국명
체코라는 이름은 체코를 형성하는 3개의 지방 가운데 하나인 보헤미아의 체코어 표기인 '체히'(Čechy)에서 유래된 이름이다. 1993년 체코슬로바키아가 무너진 뒤에 수립된 체코 공화국은 '체스코'(Česko)라는 체코어 약칭을 사용한다.
1993년 체코 외무부가 체코를 뜻하는 약칭으로 체키아(Czechia)를 사용할 것을 제안했으며 2016년부터 공식적으로 체키아를 짧은 영어 이름으로 채택했다. 이 약칭은 유엔에 등록되었으며 유럽 연합, 북대서양 조약 기구, 구글 지도, 국제 올림픽 위원회, 유럽 방송 연맹을 비롯한 다른 기관 에서도 사용하고 있다.

## 역사
9세기 말부터 14세기 초까지 프르셰미슬 왕조가 다스렸다. 이후 룩셈부르크 왕조가 다스리는 중에 카렐 1세가 신성 로마 황제 카를 4세로 즉위하였다.
15세기 이후 후스파의 종교 개혁이 격렬하게 전개되었다. 17세기의 보헤미아는 로마 가톨릭 국가였던 합스부르크 왕가의 지배 하에 있었고, 로마 가톨릭과 개신교 양쪽 교도들 사이에 여러 차례 불협화음이 일어났으나, 신성 로마 제국의 황제들은 개신교도의 세력이 크다는 것을 인식하고 신앙을 인정해 주었다. 이후 신성 로마 제국의 황제 겸 보헤미아의 왕 마티아스(황제 재위: 1612~19년, 보헤미아 왕 재위 : 1611~17년)도 양쪽 진영에 대한 융화 정책을 추진하였다. 그러나 열렬한 로마 가톨릭 교회 신자인 페르디난트 2세는 보헤미아 왕에 선출(재위: 1617~37년)되는 동시에 개신교에 대한 탄압을 실시했다. 그 와중에 프라하 대주교령에 있던 개신교 예배당들이 철거되었고, 개신교 신자들은 이에 항의하였으나 묵살되었다. 결국에는 탄압에 반발한 개신교 시민들이 프라하의 왕궁을 습격해 국왕 고문관 3명을 왕궁의 창문에서 던져버리는 프라하 창밖 투척사건이라는 초유의 사태가 일어났으며(1618년), 개신교 신자인 보헤미아 제후는 이 사건을 계기로 단결하여 반란을 일으켰다. 이것이 30년 전쟁(1618~48년)의 시발점이 되었다.
반란군 제후들은 다른 개신교 제후에게 협력을 호소하였고, 개신교 제후 연합의 찬성을 얻어냈다. 황제 마티아스가 사망하고(1619년), 보헤미아 왕 페르디난트 2세가 신성 로마 제국 황제도 겸임(재위: 1619~37년)하게 되자, 보헤미아의 제후들은 페르디난트 2세를 황제로 인정하지 않고, 개신교 제후 연합의 중심적 존재였던 팔츠 선제후 프리드리히 5세를 의회에서 보헤미아의 왕(재위: 1619~20년)으로 선출하고 황제에게 대항하였다.
하지만 개신교 동맹측이 개혁파 교회(Reformed church)와 루터교회의 대립으로 발이 묶인 사이, 황제 페르디난트 2세는 로마 가톨릭 교회 세력의 연대를 강화해 교황의 원조금과 스페인-합스부르크 왕가의 지원군 및 바이에른 대공 막시밀리안 1세(재위: 1623~51년) 등의 로마 가톨릭 교회 제후의 원조를 받아 틸리 백작 요한 체르클라에스를 사령관으로 임명하여 군대를 파견했다.
사실상 로마 가톨릭 교회 동맹세력이 우위를 차지함으로써 이 시점에서 승부는 이미 결정되었다. 1620년 11월 8일 개신교 동맹측의 보헤미아군은 백산(白山) 전투에서 틸리 백작이 이끄는 로마 가톨릭 교회 동맹군에게 괴멸적인 대패를 당했고, 보헤미아의 수도 프라하는 저항하지 못하고 항복했다. 이후 합스부르크 왕가의 보헤미아 지배는 강화되었다. 곧이어 1627년 신(新)영지조례법에 의해 의회는 권력을 모두 빼앗기게 되어 사실상 속령이 되었다. 이로 인해 다수의 보헤미아 귀족 및 개신교도가 망명하여 유럽 각지로 흩어지게 되었다. 그러나 합스부르크 왕가에 의한 재산몰수 및 국외추방이라는 가혹한 전후 처리는 다른 개신교 제후의 이탈을 초래하게 되었고, 전쟁이 장기화하게 된 원인이 되었다. 전쟁 이후 신성 로마 제국의 로마 가톨릭 지배가 강화되었고 그대로 신성 로마 제국의 제위(帝位)를 독점한 오스트리아-헝가리가 체코를 1918년까지 지배하였다.
이후 체코슬로바키아로 독립하였으나 1938년에 결국 뮌헨 협정을 통해서 나치 독일에 합병되어 제2차 세계 대전이 끝날 때까지 1939년 보헤미아-모라비아 보호령으로서 점령 통치되었다. 전쟁이 끝난 후 1945년에 소련에 의해 공산화, 사실상 위성국인 체코슬로바키아 사회주의 공화국이 되었다. 이에 반발한 민중에 의해 1968년 프라하의 봄으로 대표되는 반체제 운동이 있었으나 군사개입으로 실패했다.
1980년대 후반 중앙유럽 민주화 물결을 타고 비폭력 혁명인 벨벳 혁명을 통해 민주화에 성공한 후, 국민 투표를 통해 1993년부터 슬로바키아와 분리하여 체코 공화국이 성립하였다.

## 지리
체코는 지리적으로 꽤 다양한 편이다. 서쪽의 보헤미아 지방에는 엘베 강과 블타바강이 흐르는 분지 지역이 낮은 산릉으로 둘러싸여있다. 자국 내에서 가장 높은 산인 스네슈카 산(체코어: Sněžka, 높이 1,602m)이 이 곳에 있다. 체코의 수도이자 체히의 수도인 프라하는, 블타바강과 엘베강을 사이에 두고 있다. 모라바 사이로 모라바강이 흐른다. 모라비아 서쪽의 일부는 실레시아(체코령 실레시아)라고 불리는 역사적인 지역이며, 나머지는 현재의 폴란드이다.
체코는 내륙 국가인데 영토 내를 흐르는 강은 북해, 발트해, 흑해로 흘러 들어간다. 체코 자국 외에 함부르크 가문 중간에 3만 제곱 미터의 조차지인 몰다우하펜이 있다. 베르사유 조약으로 슬로바키아와의 분리 전에 체코슬로바키아에 귀속된 것이다.
체코는 산, 완만한 고원과, 저지대, 동굴, 협곡, 넓은 평원, 습지, 호수, 연못, 댐 등 정말 아름답고 다채로운 자연을 자랑한다. 그러나 불행히도, 북쪽으로 가면 갈수록, 지독한 대기 오염과 극치에 이른 산성비 오염을 경험하게 되는데, 이는 19세기 무분별한 산업화의 영향이다. 경작을 위해 수세기에 걸쳐 나무를 베어냈음에도 불구하고, 체코의 1/3은 여전히 숲으로 둘러 싸여 있다. 사람의 손이 닿지 않은 천연의 숲은 대부분 경작이 불가능한 산악 지역에 있다. 수목 한계선(1,400m)이상으로는 초원, 관목림, 지의류 등이 있다 곰, 늑대, 스라소니와 그 외 야생고양이, 마멋, 수달, 담비, 밍크 등의 야생동물이 서식하고 있다.
숲과 습지대에는 꿩, 자고, 오리, 야생거위 등 사냥조류들이 서식하는데, 이들은 주로 사냥감이다. 독수리, 콘돌, 물수리, 황새, 느시, 뇌조 등도 극히 드물게 눈에 띈다.

## 기후
체코의 대부분 지역은 습기 많은 대륙성 기후이므로 여름엔 따뜻하고 비가 많이 내리며, 겨울엔 춥고 눈이 많이 내린다; 완만한 기온 변화를 보인다. 가장 더운 달은 7월이고, 가장 추운 달은 1월이다. 12월에서 2월까지는 저지대도 영하로 떨어지고 산악지방은 정도가 더 심하다. 사실상 '건기'라는 것은 없다. 겨울에는 40에서 100일정도 눈이 내리고(산간지방은 130일 정도), 저지대는 안개까지 낀다.

## 인구 및 주민
체코 공화국에 거주하는 주민의 90.4%는 자신의 민족적 정체성을 체코인 (참조: 체히 지방)으로, 3.7%는 모라바인 (참조: 모라바 지방)으로 생각한다. 방언 차이가 있으나 이들이 사용하는 언어는 모두 체코어로 분류된다. 1989년 벨벳 혁명 직후에는 자신을 모라바인으로 생각하는 인구의 비중이 높았으나 점차 그 비율이 줄어들고 있다.
체코슬로바키아가 두 나라로 분리되면서 체코에 남은 슬로바키아인은 전체 인구의 2% 정도를 차지한다. 이외의 소수 민족으로 폴란드인, 독일인, 로마인, 헝가리인, 우크라이나인이 살고 있다.
여성 1인당 합계출산율은 2004년 현재 (Eurostat 추정) 1.23명이다. 1999년에는 1.13까지 떨어졌으나, 이후 꾸준히 늘고 있다. 2005년 현재 천명당 출생률은 10명, 천명당 사망률은 10.5명이다.
체코의 인구밀도는 130명/km2로 세계77위이다.

## 문화
| 종교 구성 (체코) | 종교 구성 (체코) | 종교 구성 (체코) | 종교 구성 (체코) | 종교 구성 (체코) |
| ---------------- | ---------------- | ---------------- | ---------------- | ---------------- |
|                  |                  |                  |                  |                  |
| 무응답           | 무응답           |                  | 45.2%            | 45.2%            |
| 무종교           | 무종교           |                  | 34.2%            | 34.2%            |
| 가톨릭           | 가톨릭           |                  | 10.3%            | 10.3%            |
| 개신교           | 개신교           |                  | 0.9%             | 0.9%             |
| 기타             | 기타             |                  | 9.4%             | 9.4%             |

체코의 공용어는 슬라브어파인 체코어이다. 독일어, 슬로바키아어, 영어, 러시아어, 프랑스어가 체코인에게는 선호되는 외국어다. 일부는 우크라이나어, 폴란드어, 헝가리어도 사용된다. 이 나라는 프랑코포니의 참관국이다.
이 나라는 '몰다우' 등을 남긴 베드르지흐 스메타나, 안토닌 드보르작을 비롯한 많은 음악가들을 역사 속에 배출하기도 했다. 독일어로 작품들을 남긴 프란츠 카프카도 프라하 태생으로 관련 관광지가 많이 남아있다.
인구조사에서 종교적 소속을 명확히 하지 않은 사실상의 무종교자가 79%에 이르고 인구의 34%는 무신론자로 스스로를 밝혀 세계적으로 무종교, 무신론자 비율이 가장 높은 국가 중 하나이다. 다만 최대 종교인 기독교는 신자는 12%에 불과하나 체코 문화에 큰 영향을 끼쳤고, 그 중 인구의 10%는 가톨릭, 인구의 1%는 체코슬로바키아 종교개혁의 영향으로 후스파 개신교 신자이고, 인구의 1% 미만의 복음주의 프로테스탄트 신자가 소수 있다. 그 외에 동방 정교회(체코슬로바키아 정교회)와 유대교와 이슬람 신자도 존재한다.

## 화폐
화폐는 코루나를 사용하며, 유로화를 쓰지 않는다. 유로화 도입을 추진하고 있었으나, 바츨라프 클라우스 대통령의 반대로 유로존에 가입하지 않았다.
1코루나당 한화로 약 60원이다.(2024년 10월 30일기준)
동전은 할레르가 있는데 종류로는 10,20,50 할레르가 있다. 그리고 일부 코루나도 동전으로 있다.

## 정치
1992년 12월 채택된 신헌법에 기초한 자유 민주주의 체제다. 국가수반은 임기 4년의 총리인 내각책임제 국가이다. 의회는 임기 4년의 하원과 임기 6년의 상원으로 구성된 양원제다. 또한 다당제 국가로 시민민주당·공산당·체코사회민주당 등의 주요 정당들이 있다. 현재는 ANO 2011, 체코 사회민주당, 보헤미아 모라바 공산당이 연립내각을 구성하고 있다.

## 무역
2017년 기준으로 체코의 주요 수출 상대국은 독일(32.60%), 슬로바키아 공화국(7.64%), 폴란드(5.99%), 프랑스(5.09%), 영국(4.95%)이다. 주요 수입 상대국은 독일(25.82%), 중국(12.58%), 폴란드(7.71%), 슬로바키아 공화국(4.83%), 이탈리아(4.23%)로 주요 수출입 상대국은 중국을 제외하면 모두 인접 유럽 국가들이다.
2017년 기준으로 총수출액은 182,231달러, 총수입액은 162,899달러이다. 주요 수출 품목은 디젤 엔진 자동차(8,590백만 달러), 무선 송신 장치(5,863백만 달러), 자동차(5,038백만 달러), 디지털 처리 장치(4,670백만 달러), 자동차용 부품(4,396백만 달러)이다. 주요 수입 품목은 무선 송신 장치(5,972백만 달러), 자동차 부품(5,912백만 달러), 직접 회로(3,333백만 달러), 원유(3,178백만 달러), 저장장치(3,119백만 달러)이다.

## 도시와 행정 구역
보헤미아에는 수도 프라하를 비롯한 중공업 도시인 플젠, 온천 휴양지로 잘 알려진 카를로비바리 등이 있다. 모라바에는 모직물 공업으로 유명한 브르노와 제철 공업 도시인 오스트라바가 있다.

### 도시
- 프라하는 체코의 수도. 정치·문화·상공업의 중심지로서 역사적인 문화유산도 많다. 1968년 1월 ‘프라하의 봄’으로 부르는 자유화 운동의 역사적 무대였다.
- 플젠은 체코 서부, 프라하 남서쪽 약 90km 지점에 있는 도시다. 중공업 도시며 세계적으로 유명한 맥주공장이 있다.

### 행정 구역

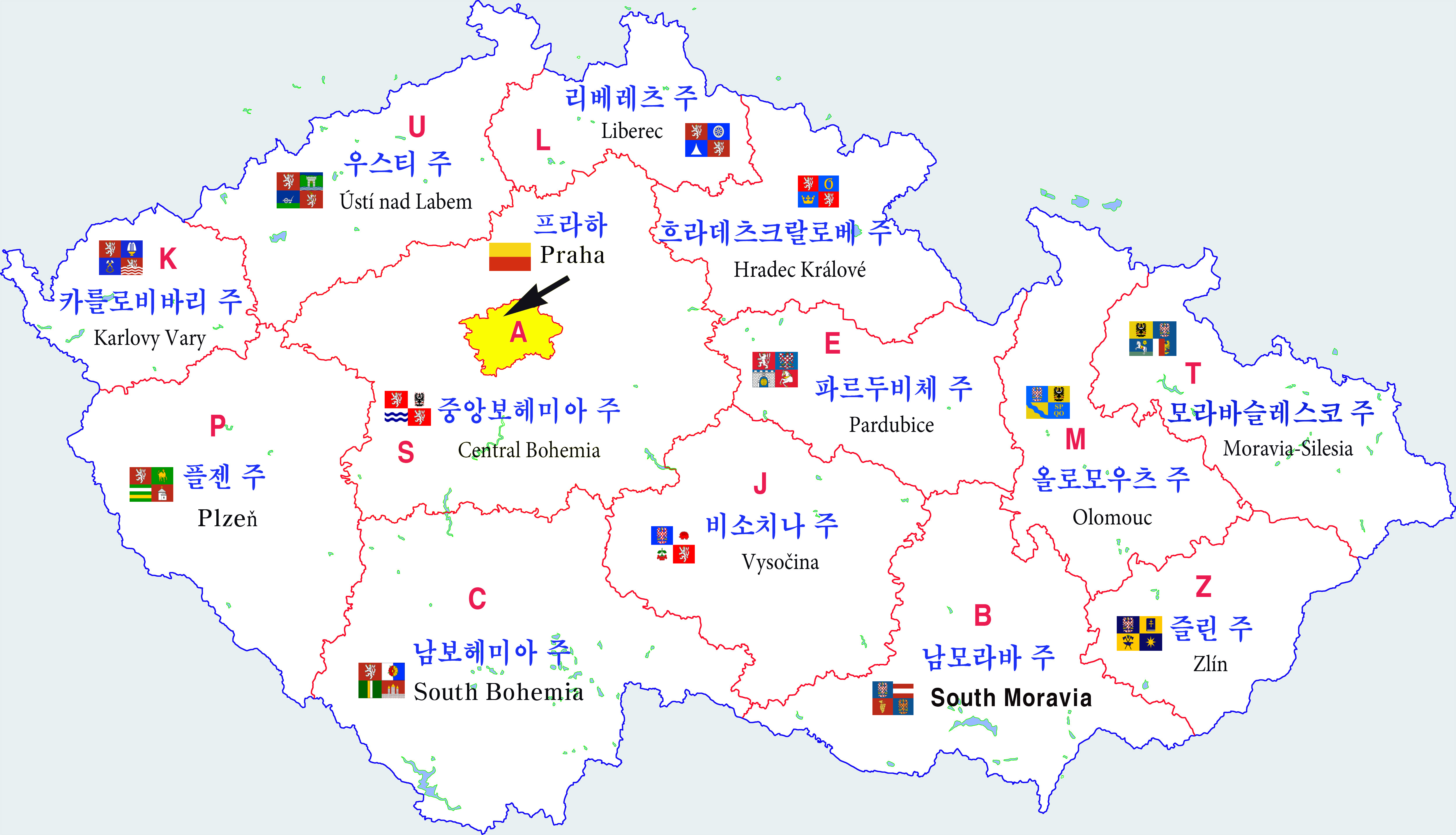
체코의 행정 구역

| 위치 | 14개 주                                         | 주도                                | 인구 (2005년) |
| ---- | ----------------------------------------------- | ----------------------------------- | ------------- |
| A    | 수도 프라하 (hlavní město Praha) (PR)           |                                     | 1,172,975     |
| C    | 이호체스코 주 (Jihočeský kraj) (JC)             | 체스케부데요비체 (České Budějovice) | 626,042       |
| B    | 이호모라프스코 주 (Jihomoravský kraj) (JM)      | 브르노 (Brno)                       | 1,130,157     |
| K    | 카를로비바리 주 (Karlovarský kraj) (KA)         | 카를로비바리 (Karlovy Vary)         | 304,625       |
| H    | 호라데츠크랄로베 주 (Královéhradecký kraj) (KR) | 흐라데츠크랄로베 (Hradec Králové)   | 547,326       |
| L    | 리베레츠 주 (Liberecký kraj) (LI)               | 리베레츠 (Liberec)                  | 427,681       |
| T    | 모라바ㆍ슬레스코 주 (Moravskoslezský kraj) (MO) | 오스트라바 (Ostrava)                | 1,252,092     |
| M    | 올로모우츠 주 (Olomoucký kraj) (OL)             | 올로모우츠 (Olomouc)                | 639,110       |
| E    | 파르두비체 주 (Pardubický kraj) (PA)            | 파르두비체 (Pardubice)              | 505,109       |
| P    | 플젠 주 (Plzeňský kraj) (PL)                    | 플젠 (Plzeň)                        | 549,678       |
| S    | 스트르셰도체스코 주 (Středočeský kraj) (ST)     | 프라하 (Praha)                      | 1,146,343     |
| U    | 우스티 주 (Ústecký kraj) (US)                   | 우스티나트라벰 (Ústí nad Labem)     | 822,429       |
| J    | 비소치나 주 (kraj Vysočina) (VY)                | 이흘라바 (Jihlava)                  | 509,813       |
| Z    | 즐린 주 (Zlínský kraj) (ZL)                     | 즐린 (Zlín)                         | 590,333       |

## 과학 기술
체코는 보안 업체로 유명하다. 전 세계 바이러스 검사 소프트웨어(백신 프로그램) 시장 점유율 각각 세계 1위, 2위인 Avast와 Avg라는 보안 업체들이 있다.

## 교통
중앙유럽에 위치한 선진지역이기 때문에 철도는 매우 발달했고, 총연장은 1만 3,300km이다. 전차·버스 등의 교통기관도 발달되어 있고, 엘베강 등의 하천교통도 중요하다. 또 프라하를 중심으로 내외의 항공로도 발달해 있다.

## 주요 관광지
체코는 중앙유럽이지만 문화는 서유럽의 색채가 짙다. 오랜 역사를 가지고 있어 곳곳에 로마네스크·고딕·르네상스·바로크 양식의 건물이 남아 있다. 대표적인 관광지는 다음과 같다.

### 프라하 성
프라하의 대표적인 관광지인 프라하 성은 9세기에 이미 교회가 있던 자리였다. 11 ~ 12세기에는 로마네스크 바실리카 교회가 성 비타 로툰다를 대체하기 위해 세워졌고, 이어 성 이르지 교회가 재건되었다. 특히 같은 시기에 외각의 돌담이 축성되어 성의 면모를 갖추게 되었다.

### 카를로비바리
카를로비바리는 세계 3대 온천 관광지역으로 유럽인의 온천 휴양지로 사랑 받고 있다.
여행기록 참고

### 카를교
12세기에 이미 목재교가 같은 위치에 있었는데 강이 범람할 때 붕괴되어 12세기 중엽에 석재교로 대체되었다. 이 석재교 또한 강물로 인해 붕괴되어 1357년 카를 4세 때 교회 건축가인 피터 팔레지가 다시 건축하여 오늘에 이르고 있다.

### 수필베르크 성
수필베르크 성(Hrad Spilberk)은 13세기 중반에 브르노의 방어를 위한 성으로 건축되었다. 17세기에는 요새로서, 그리고 18, 19세기에는 정치사범을 가두기 위한 감옥으로 사용되었다. 그 때문에 ‘합스부르크의 민중감옥’이라 불리게 되었다. 1939년에서 1940년에는 게슈타포에 의해 감옥으로 쓰였고, 전후에는 군시설로 이용되었다가 1960년 이래로는 브르노시 박물관으로 이용되고 있다. 성이 위치해 있는 곳은 박람회장소가 되었다.

### 성 페테로 파우로 교회
녹색시장에서 남쪽으로 올라간 언덕에 있는 교회로 옛날 브르노 성이 있었다고 추측되는 자리에 위치해 있다. 로마네스크 양식의 바실리카는 13세기에 고딕양식의 돔으로 개축되었고, 그 후 15, 16세기에 다시 보수되었다가 18세기에 바로크양식으로 재건되었다. 그 후에 다시 19, 20세기 사이에 네오 고딕양식으로 개축되었다. 1777년 이래로 이곳은 브르노 주교가 있으며 12세기부터 존재한 교회 지하 납골당은 관람이 가능하다.

### 성 야콥 교회
성 야콥 교회(Kostel st. Jakuba)는 국가에서 보호하는 문화유적지로 13세기에 세워진 교회다. 우리가 오늘날 보는 후기 고딕양식의 건물은 14∼15세기에 지어진 것이고 16세기에 최종적으로 개축되었다. 92m는 첨탑이 성 야콥 교회의 상징이다.

### 디트리히슈타인 궁전
디트리히슈타인 궁전(Dietrichsteinky Palac)은 1613 ~ 1616년에 걸쳐 지어진 건물이다. 내부 구조가 복잡하다. 주교의 안마당은 훨씬 전인 1352년에 만들어졌다. 현재 있는 건물은 모라비안 박물관으로 이용되고 있다.

## 대외 관계

### 대한민국과의 관계
대한민국과는 체코슬로바키아 시절인 1990년에 정식 수교하였으며 1993년 체코와 슬로바키아가 분리된 이후에도 두 국가 모두 외교 관계를 유지하고 있다. 체코에는 현대자동차의 노쇼비체 현지공장이 있다.

### 러시아와의 관계
체코는 예전에 소련의 위성국으로 지낸 시절이 있기 때문에 러시아와 안 좋은 관계도 유지하고 있지만 폴란드와 헝가리, 루마니아에 비해서는 매우 나쁘지 않고 우호적인 관계를 일정 부분 유지하고 있다.

## 같이 보기
- 체코 문학

### 체코
- (체코어/영어) 체코 정부 공식 사이트
- (체코어/영어/독일어) 프라하의 성 사이트
- (체코어/영어/독일어) 체코 대통령 공식 홈페이지
- (체코어/영어) 체코 의회 사이트
- (체코어/영어) 체코 외교부 공식 홈페이지
- (체코어/한국어/영어) 주한 체코 대사관
- (체코어/영어) 체코 관광청
- 체코 개요

### 해외
- (영어) CIA의 세계 정보 (체코 편) 보관됨 2007-05-09 - 웨이백 머신